# ČSD-Baureihe 436.0
Die Dampflokomotivreihe ČSD 436.0 war eine Zweizylinder Heissdampf-Schlepptenderlokomotivreihe der Tschechoslowakischen Staatsbahnen (ČSD).

## Geschichte

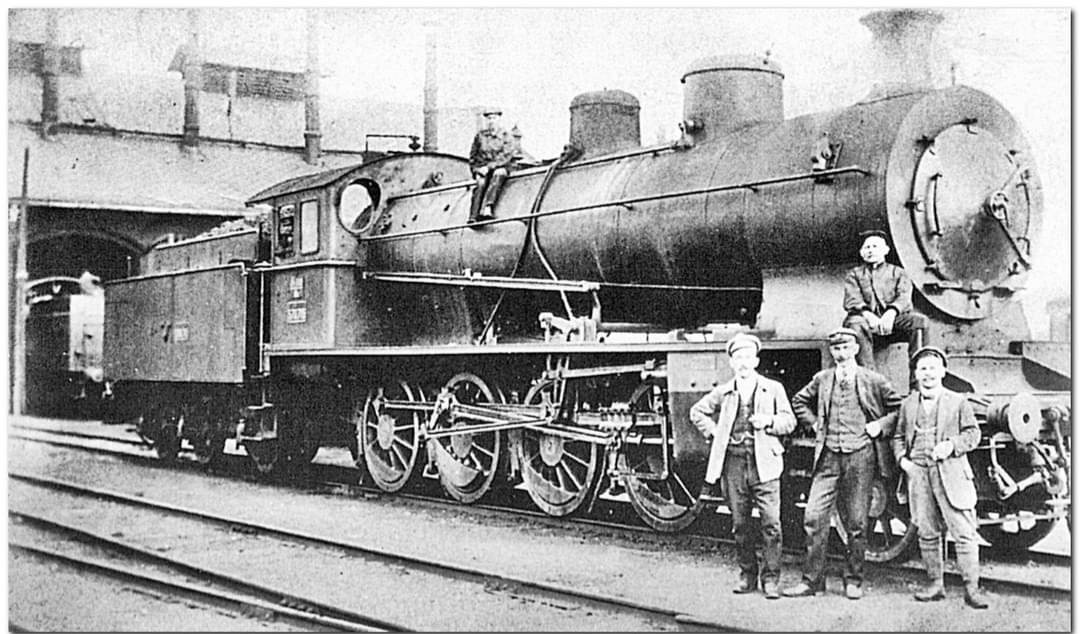
ČSD 436.0

Die Lokomotiven wurden 1918 bei der Schweizerischen Lokomotiv- und Maschinenfabrik (SLM) in Winterthur in der Schweiz im Auftrag des britischen Ministeriums für Munitionsproduktion gefertigt. SLM Fabriknummern waren 2650 bis 2659. Da das britische Ministerium für Munitionsproduktion nach der Lieferung mit dem Ende des Ersten Weltkriegs keine Verwendung hatten, für das Britische Lichtraumprofil waren die Abessungen zu groß, gelangten sie 1919 zu den neu gegründeten ČSD. Die Maschinen entsprachen im Wesentlichen den SBB C 4/5 2616–2619 die der Gotthard-Bahnstrecke zugeteilt war und hatten ein Bisselgestell. Diese verwendete die Lokomotiven fortan ausschließlich auf der slowakischen Strecke Bratislava–Žilina.
Anfänglich wurden sie für den Schnellzug- und Personenzugverkehr eingesetzt und erreichten dabei eine Geschwindigkeit von 80 km/h. Schon bald wurden sie für den schnellen Güterverkehr eingesetzt, die Höchstgeschwindigkeit minimal reduziert.
Die zunächst vergebenen Nummern 570.711–720 entsprachen noch dem Bezeichnungsschema der kkStB, das erst 1923 dem neuen Schema der ČSD wich, in dem sie als 436.001–010 bezeichnet wurden.
Da sich die Maschinen auch bei Verwendung der in Nordböhmen vorhandenen Braunkohle bewährten, baute die Werkstätte in Česká Třebová 1932 aus den vorhandenen Ersatzteilen und einem dort neugebauten Kessel eine weitere Maschine dieses Typs. Die Lokomotive erhielt die Nummer 436.011.
Bis in die 1960er Jahre wurden die Lokomotiven auf ihrer Stammstrecke in der Slowakei eingesetzt und wurden zuletzt für den schweren Rangierdienst eingesetzt, bis sie mit der beginnenden Traktionsumstellung entbehrlich wurden. Im Januar 1968 wurde mit der 436.008 des Depots Trenčianska Teplá die letzte Lokomotive ausgemustert. Obschon vorerst noch vier Einheiten als ortsfeste Dampferzeuger verwendet wurden, blieb von der Baureihe 436.0 kein Exemplar erhalten.